# 미국 친구
《미국 친구》(독일어: Der amerikanische Freund)는 1977년 개봉한 네오 누아르 영화이다. 빔 벤더스가 감독과 각본을 맡았으며, 퍼트리샤 하이스미스의 소설 Ripley's Game 이 영화의 원작이다. 1977 아카데미 외국어영화상 부문 서독 출품작이다.

## 출연

### 주연
- 데니스 호퍼
- 브루노 간츠

### 조연
- 리사 크루저
- 제랄드 블레인
- 사무엘 풀러
- 니콜라스 레이
- 다니엘 슈미트
- 장 외스타슈
- 루돌프 션들러
- 샌디 화이트로
- 루 카스텔

## 기타
- 원작자: 패트리샤 하이스미스